# Broadcast flag
Broadcast flag es un sistema desarrollado por la Federal Communication Commission (FCC) con un grupo de empresas conocidas como 5C (Intel, Toshiba, Hitachi, Sony y Panasonic) con el objetivo de mantener un control sobre la información televisiva.
Una de las principales razones de su creación es que la televisión digital ofrece unas posibilidades ilimitadas para grabar todo tipo de material, desde descargarlo en el ordenador o eliminar los anuncios a almacenarlo en digital. De esta manera, series de todo tipo y películas podrían ser intercambiadas con facilidad mediante redes P2P. 

## Funcionamiento
Este mecanismo de control social consiste en una etiqueta de datos enviados junto a la señal de televisión digital que indican a un equipo receptor si la señal recibida puede ser grabada o manipulada. Los datos enviados no están cifrados, sino que es el propio equipo receptor el que se encarga de ello una vez que le llegan. 
Así, todos los apartados destinados a recibir señales de televisión deben integrar un sistema que cifre la señal.

## Disposiciones
La señal sin codificar no debe ser accesible para el usuario en ningún momento durante la transmisión, y ni siquiera una vez que haya llegado al receptor, donde se codificará si así se lo indica el broadcast flag.
De esta manera se evita tener que cambiar todos los equipos actuales de recepción; sin embargo, a partir de su implantación todos los equipos comercializados deben ser capaces de procesar este tipo de señales.

## Objetivos
Se pretende que sean los propios difusores de información y los propietarios del Derecho de autor los que controlen a qué público llegan sus contenidos. Todo contenido bajo copyright será controlado por los titulares del derecho de autor a través de la tecnología. Para el acceso a determinada información se requiere un descodificador compatible con broadcast flag que le garantice o no el acceso al contenido.

## Cronología
- En 1996 el CPTWG (Copy Protection Technical Working Group) empieza a trabajar para la protección de contenidos distribuidos al público por medios físicos, cable o comunicaciones por satélite.
- En 2001 Fox Broadcasting presenta broadcast flag como estándar de la televisión digital. Además se forma el Broadcast Protection Discussion Group (BPDG). Este diseña los estándares de seguridad para contenidos de radiodifusión.
- En agosto de 2002 la FCC inicia una serie de reglas diseñadas para facilitar la transmisión a la televisión digital. Dichas reglas incluyen broadcast flag. En septiembre aparece un proyecto de ley que estipula para 2006 el apagón analógico y las regulaciones sobre la televisión digital, que incluía el uso de broadcast flag.
- En 2003 la FCC publica el informe que ordena incluir broadcast flag en todos los dispositivos vendidos después de julio de 2005.
- En julio de 2005 el informe fue desestimado. Pero eso no significa que broadcast flag no vuelva a tenerse en cuenta. La industria de Hollywood está muy interesada en la realización del proyecto y ya ha hecho varios intentos para llevarlo a cabo.

- Datos: Q922410